# Mehmet Esenceli
Mehmet Esenceli (ur. w 1940 w Kahramanmaraş) – turecki zapaśnik walczący w stylu wolnym. Olimpijczyk z Meksyku 1968, gdzie odpadł w eliminacjach w kategorii do 52 kg.
Zajął czwarte miejsce na mistrzostwach świata w 1966. Mistrz Europy w 1966 i 1967; trzeci w 1968 i 1969 roku.